# Dendropanax macrophyllus
Dendropanax macrophyllus är en araliaväxtart som beskrevs av José Cuatrecasas. Dendropanax macrophyllus ingår i släktet Dendropanax och familjen Araliaceae. Inga underarter finns listade.